# Diapente
Diapente – nach διά (dia) πέντε (pente), "jede fünfte oder alle fünf" – ist die altgriechische Bezeichnung für das Intervall der Quinte. In Musiktraktaten und Anweisungen zur Ausführung von Kanons wird auch zwischen Epidiapente für den Einsatz auf der Oberquinte und Hypodiapente für den Einsatz auf der Unterquinte differenziert.